# Національне узбережжя «Оздоблені скелі»
Національне узбережжя «Оздоблені скелі»  (Pictured Rocks National Lakeshore) — національне озерне узбережжя США, що розташоване на так званому Верхньому півострові штата Мічиган, США. Узбережжя простяглося на 42 миля (68 км) уздовж берега озера Верхнє; його площа 73 236 акрів (114 миля2; 296 км2). Парк має численні краєвиди пагорбів і скель на узбережжі між Мʼюнисінгом і Гранд-Маре у повіті Елджер з мальовничими гірськими породами, водоспадами та піщаними дюнами.